# Another Part of Me
Another Part of Me è un brano scritto ed interpretato dal cantante statunitense Michael Jackson, estratto l'11 luglio 1988 come sesto singolo del suo album Bad (1987). La canzone raggiunse in poco tempo la 1ª posizione della Hot R&B/Hip-Hop Song di Billboard e l'11º nella classifica generale di Billboard.

## Descrizione
La canzone, inizialmente non prevista per essere inclusa nell'album Bad, venne usata per la prima volta, sebbene in una versione differente, nella parte finale e nei titoli di coda del cortometraggio in 4D con protagonista Jackson, Captain EO, diretto da Francis Ford Coppola e prodotto da George Lucas per la Disney, e uscito nel 1986 come attrazione per i parchi Disney. Pare che Jackson, al momento della scelta dei brani da includere nell'album Bad, ad Another Part of Me preferisse Streetwalker (brano che fu comunque successivamente incluso nella "Special Edition" del 2001 e nella versione celebrativa per il 25º anniversario dell'album, Bad 25 del 2012), ma il produttore Quincy Jones optava pesantemente per la prima. Quando anche l'allora manager di Jackson, Frank DiLeo, le ascoltò entrambe, anch'egli consigliò di aggiungerla, e così si decise che Another Part of Me doveva essere inclusa nell'album e venne così riarrangiata, rispetto alla versione apparsa l'anno prima. Secondo alcune fonti, per il suono all'inizio della canzone, Jackson si sarebbe ispirato alla "Deep Note", il suono che caratterizzava l'intro del sistema THX brevettato da George Lucas nel 1982.

## Video musicale
Il videoclip di Another Part of Me è stato pubblicato nel 1988 e venne registrato durante un'esibizione live di Michael Jackson durante il Bad World Tour unendo le immagini di vari concerti eseguiti a Parigi, Londra ed Amburgo con l'audio della canzone, sempre cantata durante lo stesso tour, di una tappa tenutasi invece presso l'originale Wembley Stadium di Londra. Il video mostra Jackson che canta e balla durante un concerto sulle note della canzone, tra le urla e le grida dei fan e con varie inquadrature incentrate su di essi e su un primo piano degli strumenti musicali e della band. Il video inizia mostrando alcune immagini di repertorio di Jackson in tour in giro per il mondo mentre viene inseguito dai fan, riceve premi e incontra personaggi famosi come la Principessa Diana Spencer. Sempre nell'intro, vengono mostrati alcuni degli illustri ospiti che hanno assistito al tour di Jackson come le attrici Liz Taylor e Sophia Loren, la cantante Tina Turner e i Reali Inglesi, il Principe Carlo e l'allora sua consorte, la sopracitata Diana.

## Promozione ed esecuzione dal vivo
Another Part of Me è stata eseguita da Jackson solamente durante tutta la seconda parte del Bad World Tour (1988-1989) con l'aggiunta di un'ulteriore sezione strumentale che solo brevemente è possibile ascoltare alla fine del singolo: durante i concerti tenuti negli Stati Uniti, questa porzione musicale è stata eseguita come nella versione originale, mentre nelle tappe europee è stata eseguita più velocemente. Una versione live della canzone è reperibile sul DVD del 2012, Michael Jackson Live at Wembley July 16, 1988.
Successivamente il brano venne inserito come lato B del singolo Leave Me Alone nel cofanetto in edizione limitata Visionary: The Video Singles, del 2006.
Un frammento dell'intro della canzone è stato aggiunto sia all'interno della performance di Jackson al Super Bowl XXVII nel 1993 (subito prima di Black or White) che nella performance live della canzone Jam per la serie di concerti This Is It, i cui spettacoli furono annullati in seguito all'improvvisa morte del cantante e di cui sono pertanto reperibili solo le immagini delle prove inserite nel'omonimo film.
Il brano lo si può trovare inoltre come colonna sonora in una delle scene iniziali del primo capitolo della saga di film comici d'azione Rush Hour del 1998, che vede uno dei protagonisti del film, interpretato dal comico e attore Chris Tucker, ballare felicemente imitando le mosse di Jackson sul brano dopo che egli ha arrestato un criminale.

## Tracce
Vinile 7"
Testi e musiche di Michael Jackson.
1. Another Part of Me (7" Version) – 3:47
2. Another Part of Me (Instrumental) – 3:47

Durata totale: 7:34
Vinile 12" maxi, CD maxi e Picture Disc
Testi e musiche di Michael Jackson.
1. Another Part of Me (Extended Dance Mix) – 6:18
2. Another Part of Me (Dance Mix Radio Edit) – 4:24
3. Another Part of Me (Dub Version) – 3:51
4. Another Part of Me (A cappella) – 4:01

Durata totale: 18:34

### Versioni ufficiali
1. Another Part of Me (Album Version) – 3:54
2. Another Part of Me (7" Version) (talvolta chiamata "7" Mix", "7" Edit", "Single Mix", "Single Edit" o "Single Version". Inclusa nella raccolta The Essential Michael Jackson) – 3:47
3. Another Part of Me (Instrumental) – 3:47
4. Another Part of Me (Extended Dance Mix) – 6:18
5. Another Part of Me (Dance Mix Radio Edit) – 4:24
6. Another Part of Me (Dub Version) – 3:51
7. Another Part of Me (A cappella) – 4:01

## Crediti
- Scritta, arrangiata, e composta da Michael Jackson[10]
- Prodotta da Quincy Jones e Michael Jackson
- Background e cori di Michael Jackson
- Arrangiamento ritmico: Michael Jackson, John Barnes e Jerry Hey
- Arrangiamento sintetizzatore: Michael Jackson, Quincy Jones e John Barnes
- Chitarre elettriche: Paul Jackson, Jr. e David Williams
- Sassofono: Kim Hutchcroft e Larry Williams
- Trombe: Gary Grant e Jerry Hey
- Synclavier: Christopher Currell
- Sintetizzatori: John Barnes e Rhett Lawrence

## Classifiche

### Classifiche settimanali
| Classifica (1988)        | Posizione massima |
| ------------------------ | ----------------- |
| Australia                | 44                |
| Austria                  | 20                |
| Belgio (Fiandre)         | 3                 |
| Canada                   | 28                |
| Europa                   | 17                |
| Finlandia                | 3                 |
| Francia                  | 32                |
| Germania                 | 10                |
| Irlanda                  | 5                 |
| Italia                   | 47                |
| Nuova Zelanda            | 14                |
| Paesi Bassi              | 8                 |
| Regno Unito              | 15                |
| Spagna                   | 31                |
| Stati Uniti              | 11                |
| Stati Uniti (dance club) | 18                |
| Stati Uniti (R&B)        | 1                 |
| Svizzera                 | 5                 |
| Classifica (2009)        | Posizione massima |
| Paesi Bassi              | 94                |

### Classifiche di fine anno
| Classifica (1988) | Posizione |
| ----------------- | --------- |
| Belgio (Fiandre)  | 50        |